# دييغو نيفيس
دييغو نيفيس هو لاعب كرة قدم برازيلي في مركز الهجوم، ولد في 13 يونيو 1986 في سيرا، إسبيريتو سانتو في البرازيل. لعب مع سلافيا صوفيا ونادي أميريكانو ونادي فورتاليزا.

## وصلات خارجية
- دييغو نيفيس على موقع قاعدة بيانات كرة القدم.إي يو (الإنجليزية)
- دييغو نيفيس على موقع Soccerway.com (الإنجليزية)